# Голодна воля
«Голодна воля» - повість українського письменника Панаса Мирного; написана наприкінці 70-их років XIX ст.

## Аналіз твору
Мирний у «Голодній волі» порушив проблему моральної та духовної відповідальності людини за характер свого життя і долю близьких. Зміст твору позначений пошуками відповіді на цілком конкретні питання, зокрема на питання:що таке людина з усіма своїми почуттями, мріями, сподіваннями й бажаннями?
У Панаса Мирного герої (Василь Кучерявий, Мотря) не миряться зі своїм становищем, усвідомлюють, що справедливість – основа їхнього (і загального) щастя. Хоча вчинки персонажів до певної міри викликані зовнішніми обставинами(кріпосне ярмо), але наявні мотиви внутрішнього характеру (робити добро вільно). Чинники внутрішнього змісту визначають моральну вартість дії людини.Василь чинить справедливо навіть тоді, коли від зробленого не має особистої
вигоди (намагання пробудити свідомість громади). Він, вступаючи в боротьбу зі злом, не перетворюється на кривавого месника.

## Особливості твору
Панас Мирний у цьому творі назвав реформу 1861 р. “голодною волею” Ця невеличка повість написана й надрукована в 1897 р. в «Літературному збірнику на спомин О. Косинського». З погляду зовнішньої композиції твір поділяється на дві частини, що відповідає темі й назві твору: «Лихо давнє й сьогочасне» – тобто кріпацтво й пореформена доба – капіталізм.
Панас Мирний так писав про свою нову працю: «З давнього можна було б дати «лихо», котре призначалось задля збірника в пам'ять Котляревського.
Перше оповідання про лихо давнє – кріпацьке, в якому скніли й ниділи людські душі.., і лихо сьогочасне з його безземельною волею та голодним лихом, що змушує людей ще більше думати тільки про себе».
У творі порівнюються дві доби, хоч більше уваги автор відводить змалюванню кріпацтва. Воно було таким страшним лихом, залишки його були настільки відчутні, що ця тема ще довгий час зберігала свою актуальність.
Повість ця – гімн волі, волі «як поняттю високому і водночас органічній частині сутності людини» Саме слово воля зустрічається на сторінках твору близько шістдесяти разів; його основне лексичне значення тут – звільнення від кріпацтва (протилежне – неволя, рабство). Але Мирний у «Голодній волі» надає йому нових відтінків. У цьому зв’язку можна виділити три смислових ряди: 
– перший об’єднує у собі значення волі як свободи, непідвладності: «Хоч воля, хоч смерть», «А що, от і діждали волі, от і розв’язалися нам руки»;
– другий уключає в себе розуміння волі як акта-документа про скасування кріпацтва: «...у сусідньому селі в церкві волю читали», «Ходімо прямо до 
пана, – каже Василь. – Хай дає нам царську волю. Де він її дів?»;
– третій ототожнює волю з пореформеним життям: «Не такої йому (кріпацтву) ждалося волі». Різне ставлення персонажів до волі зумовлює вибір письменником епітетів для її характеристики. Селянам воля – «золота», «справжня», «людська»; для панів та їхніх лакуз – «дурна», «розбишацька». Оксюморон «голодна» відображає авторське розуміння волі. Панас Мирний удається до протиставлення:
| 1) головного персонажа Василя Кучерявого і кріпацької старшини; 2) бунтівливої вдачі Василя та покірливості дворових; 3) селянської маси й жорстокого кріпосника Гамзи. |

## Історичні факти
Коментар до історичних фактів, які лягли в основу твору.
Реформа 1861 р. не давала справжньої волі та землі селянам. За документами селяни особисто були вільними, проте право власності на землю лишалося за поміщиками. За селянами закріпляли наділи, але за них треба було платити. До того ж поміщики залишили собі родючу землю, а селян витіснили на мізерні наділи – на пісочок... Селяни залишилися безземельними, обідраними до нитки. Письменник на власні очі бачив, як вимирало трудяще селянство, повість писав у 1897 році, коли голодом були охоплені цілі губернії царської Росії.
Повість стверджує, що пореформені соціальні відносини не поліпшили становища трудового селянства.
Письменник показує кріпацтво як найжахливіше лихо в Україні. Щоб краще розкрити це «лихо давнє».

## Головні герої
Степан Федорович Гамза, прикажчик Йосипенко, Василь, Мотря.

## Стильові образи твору. Образи персонажів.
Василь – це «той раб, що вже усвідомив своє принизливе становище і не може з ним миритися». Прагнення стати вільним керує багатьма його вчинками. Не будучи вільним формально, Василь уважає себе таким фактично. Це у хлопця, певно, від сирітства та від степового життя. Про минуле Василя дізнаємося з монологу спогаду. Отже, Василеве бунтарство зароджувалося в дитинстві, розвивалося у степу, де «тільки й прав – права дужого», закріплювалося на панському дворі, що мав свої вовчі закони. Василь Кучерявий уважає за можливе творити суд (насильство). Кучерявий ніколи не змовчить, почувши зауваження Йосипенка, а завжди дасть дошкульну відповідь. Своїм бунтарством Василь нагадує іншого літературного героя – Миколу Джерю з однойменної повісті І. Нечуя-Левицького. Ці та інші художні засоби розкривають основну рису вдачі Йосипенка – підступність.  Панас Мирний майже в кожному творі показує, що селянин весь живе однією працею, тобто всім єством зв’язаний із землею. Боротьба за землю – один із сюжетних мотивів повісті «Голодна воля». Для вчорашніх кріпаків земля – об’єкт праці, а необхідність її мати стає рівнозначною життю, звідси любов до землі – це любов до самої праці та її результатів. У «Голодній волі» третя площина протиставлення поглиблюється домаганнями селянами землі. Пореформена дійсність, як зауважив М. Пивоваров, у Панаса Мирного не протилежна до кріпосницької, вона доповнює її, створює «широку узагальнюючу картину життя», у якому існування «простої трудящої людини стає нестерпним, злиденним і безправним...». Селяни великі надії покладали на волю, але вони не здійснились. Клопотання селян про землю письменник передає за допомогою невласне прямої мови, що дає змогу поглянути на проблему зсередини, з позиції тих, хто прагне мати наділи: «Як це так, землю дають, та за неї ще й плати? Хіба ми за сотні рік не заслужили тієї землі?». Риторичні запитання, народнорозмовні звороти «щось не так, щось та не те», звертання «брате» перетворюють короткий відрізок мовлення на широке поліфонічне полотно. Контрастність між запустінням панського маєтку – «Садок запустів, дорожки позаростали бур’яном, глухою кропивою...». – і пишністю кріпацьких городів – «По невеличких огородах, наче сторожі, стояли широкоголові соняшники, поміж ними, як рута, зеленіли кущі картоплі... Ні бур’янини серед них, ні травини...» – ще яскравіше підкреслює законність селянських вимог, працелюбство звільнених.  Автор-оповідач у «селянських» творах Панаса Мирного підкреслює, що паразитизм панства знищує духовну цілісність людини. Хоча б той самий Гамза: замолоду він спроможний був «дива робити»; умів радіти зі своїх далекоглядних замислів. На початку повісті письменник подає образ ще молодого поміщика через сприйняття ним природи. Звичайно, тільки-но побачену місцину, пізніше названу Зеленою Горкою, або Золотий Горішок, пан оцінює з позицій господарської придатності: «Гарна місцина! – думав, любуючись, Гамза. – На отій поляні та вибудувати дворець з башнями, з шпилями, а кругом по низу розселити кріпацтво». Але може Степан Федорович бачити і відчувати красу природи, милуватися нею. Картина пробудження пралісу – це не авторське враження, а самого Гамзи, який не тільки вловлює зорові образи («легенький туман здіймався сизим димом... миготіло, як на воді, сонячне сяйво»), а більше звуки природи, її рухи та зміни («сотні солов’їв щебетали по кущах молодого поросту, горлиці туркотали в ліщині...»). Бурхливо працює уява молодого поміщика: уже не просто ранкове пробудження лісу перед ним, бачиться йому не схід сонця, а «страшна пожежа»: вогонь немилосердно «жре, поїдає, що стріне на дорозі». Отже, важливо для письменника не тільки створити чудові пейзажі на сторінках твору, але й показати, які почуття викликає природа в душі героя.